# Парк, Джеймс Сесил
Джеймс Сесил Парк (англ. James Cecil Parke; 26 июля 1881, Клонс, графство Монахан — 27 февраля 1946, Лландидно, Уэльс) — британский и ирландский спортсмен. Парк, бывший универсальным спортсменом и успешно выступавший в гольфе, крикете, фехтовании и шахматах, наиболее известен как регбист (центр) и теннисист. В регби провёл 20 международных матчей за сборную Ирландии в период с 1903 по 1909 год, в том числе дважды в качестве капитана. В теннисе — четвёртая ракетка мира в 1913 и 1920 годах, многократный чемпион Ирландии во всех разрядах, победитель чемпионата Австралазии в одиночном и мужском парном разряде (1912), победитель Уимблдонского турнира в смешанном парном разряде (1914), серебряный призёр Олимпийских игр 1908 года в мужском парном разряде, обладатель Кубка Дэвиса (1912) со сборной Британских островов.

## Биография
Джеймс Парк родился в Клонсе (графство Монахан, Ирландия) в 1881 году и с молодых лет проявил себя как разносторонний спортсмен, успешно играя в гольф, крикет, шахматы и лаун-теннис, а также занимаясь лёгкой атлетикой. Поступив в Дублинский университет, Парк три года подряд, с 1902 по 1904, становился его чемпионом по лаун-теннису. В регби Парк также выступал за сборные Дублинского университета и Монкстауна, а начиная с 1901 года десять раз играл за сборную провинции Ленстер.
В 1903 году, ещё будучи студентом Тринити-колледжа, Парк провёл свой первый международный регбийный матч за сборную Ирландии. В этой игре ирландцам противостояла находившаяся на пике своих достижений сборная Уэльса, и команда Парка ожидаемо проиграла со счётом 18-0. Однако после этого сам Парк стал регулярным игроком ирландской сборной, за последующие шесть лет пропустив только два её матча. В общей сложности он провёл за команду 20 международных матчей, победив в шести из них; самой громкой стала победа в 1906 году над валлийцами, для которых это было одно из всего лишь двух поражений в период с 1905 по 1909 год. За время выступлений на счету Парка было две успешных попытки — в проигранных матчах с шотландцами в 1906 и с англичанами в 1909 году — и забитый штрафной «с отметки» в победной игре со сборной Англии 1907 года.
Спортивный журналист Эдвард Сьюэлл в 1940-е годы отзывался о Парке как о «лучшем в истории» Ирландии игроке в регби-15, называя его рациональным и целеустремлённым и заявив, что тот ни разу за карьеру не подвёл свою команду. Валлийский журналист Таунсенд Коллинз, напротив, называл Парка гениальным, но нестабильным игроком, от которого можно было ожидать как блестящей, так и недопустимо плохой игры. Коллинз писал: «В нём были интуиция, вдохновение, огонь, оригинальность; он был таранным бегуном, которого трудно было подсечь; он бил по мячу быстро и точно; а в лучшие дни совершал великолепные подкаты, успешно прерывал атаки. Но часто он был слишком импульсивен; он слишком часто отдавал плохие пасы и не обладал холодным рассудком».
Значительных успехов в теннисе Парк начал добиваться ещё до завершения регбийной карьеры; его игру современники характеризовали как блестящую и естественную, хотя порой слишком азартную. В 1904 году он выиграл открытый чемпионат Ирландии в одиночном разряде; этот титул стал для него первым из восьми, завоёванных на этом турнире за следующее десятилетие; Парк также четырежды становился чемпионом Ирландии в мужских парах и дважды — в миксте. В 1907 году он выиграл в Дублине международный турнир, проходивший под названием чемпионата Европы, а на следующий год принял участие в Олимпийских играх в Лондоне. В одиночном разряде Парк прошёл там до третьего круга, уступив немецкому теннисисту Отто Фройцхайму, но в мужских парах завоевал с Джозией Ричи серебряные медали.
В 1910 году Парк стал полуфиналистом Уимблдонского турнира, победив по ходу Альфреда Бимиша, но уступив новозеландцу Энтони Уайлдингу. В 1912 году со сборной Британских островов он отправился в Австралию на матч за Международный лаун-теннисный кубок вызова против сборной Австралазии — его текущей обладательницы. Уже в первый день матча ирландец нанёс поражение лидеру местной сборной — чемпиону Уимблдона 1907 года Норману Бруксу, а в решающей пятой игре победил Родни Хита. Через несколько недель он завоевал титул чемпиона Австралазии в одиночном и парном разрядах. В одиночном финале турнира, проходившего в Новой Зеландии в отсутствие действующего чемпиона — Брукса, — Парк переиграл своего соотечественника и соратника по сборной Бимиша. Находясь в Южном полушарии, он стал также победителем чемпионата штата Виктория.
В 1913 году Парк вторично стал полуфиналистом Уимблдонского турнира в одиночном разряде, победив Бимиша в третьем круге, а Гордона Лоу — в четвёртом, прежде чем уступить Калифорнийской комете Морису Маклафлину. Он также дошёл до финала в смешанном парном разряде с Этель Томсон Ларкомб. В финальном раунде Международного кубка вызова британская сборная принимала американцев и, хотя Парк выиграл обе свои одиночные встречи, в том числе и у Маклафлина, уступила с общим счётом 2:3. На следующий год попытку вернуть кубок пресекли австралазийцы, за которых выступали Брукс и Уайлдинг. В финальном матче претендентов против Австралазии Парк на этот раз проиграл и одиночную, и парную встречу. На индивидуальном уровне он, однако, завоевал титул победителя Уимблдонского турнира, победив в миксте с той же партнёршей, с которой год назад дошёл до финала. В финале они победили Уайлдинга и француженку Маргарит Брокди. Парк, в 1913 году занимавший в рейтинге сильнейших теннисистов мира, публикуемом газетой Daily Telegraph, четвёртое место, в 1914 году оказался в нём на шестой позиции.
В годы мировой войны Парк участвовал в высадке в Галлиполи в составе Ленстерского пехотного полка в чине капитана и был ранен. В дальнейшем он, уже в звании майора, воевал во Франции в составе Эссекского линейного полка, получил второе ранение и был отмечен упоминанием в приказе.
По возвращении с фронта Парк ещё участвовал в теннисных соревнованиях 1919 и 1920 годов, в последний год заняв четвёртое место в рейтинге газеты Daily Telegraph. Среди его успехов в этот год были победа над чемпионом США Биллом Джонстоном в игре, которую New York Times назвала одним из лучших матчей, когда-либо игравшихся на уимблдонских кортах (в следующем круге он уступил будущему чемпиону Биллу Тилдену), а также выход в финал в мужском парном разряде. Этих результатов Парк добился в 39-летнем возрасте.
В дальнейшем Парк вёл адвокатскую практику в Лландудно (Уэльс), в составе конторы «Чемберлен, Джонсон и Парк». Он активно способствовал развитию в этих краях скаутского движения и был комиссаром и секретарём отделения в Лландудно. От жены Сибил, с которой он обвенчался в 1918 году, у Джеймса Парка был один сын, Патрик, тоже ставший юристом. Джеймс и Сибил также усыновили своего племянника Вернера Парка, погибшего затем на фронте во время Второй мировой войны. Джеймс Парк скоропостижно скончался в июле 1946 года в возрасте 64 лет и был похоронен на кладбище в Грейт-Орме, недалеко от Лландудно.
Память Джеймса Парка отмечена мемориальной доской на доме, где располагалась его адвокатская фирма. Ирландский телевизионный канал RTE снял о нём передачу.

## Финалы турниров Большого шлема

### Одиночный разряд (1-0)
| Результат | Год  | Турнир                | Покрытие | Соперник в финале | Счёт в финале           |
| --------- | ---- | --------------------- | -------- | ----------------- | ----------------------- |
| Победа    | 1912 | Чемпионат Австралазии | Трава    | Альфред Бимиш     | 3-6, 6-3, 1-6, 6-1, 7-5 |

### Мужской парный разряд (1-1)
| Результат | Год  | Турнир                | Покрытие | Партнёр            | Соперники в финале                | Счёт в финале      |
| --------- | ---- | --------------------- | -------- | ------------------ | --------------------------------- | ------------------ |
| Победа    | 1912 | Чемпионат Австралазии | Трава    | Чарльз Диксон      | Альфред Бимиш Гордон Лоу          | 6-4, 6-4, 6-2      |
| Поражение | 1920 | Уимблдонский турнир   | Трава    | Алджернон Кингскот | Чак Гарланд Ричард Норрис Уильямс | 6-4, 4-6, 5-7, 2-6 |

### Смешанный парный разряд (1-1)
| Результат | Год  | Турнир              | Покрытие | Партнёрша            | Соперники в финале              | Счёт в финале  |
| --------- | ---- | ------------------- | -------- | -------------------- | ------------------------------- | -------------- |
| Поражение | 1913 | Уимблдонский турнир | Трава    | Этель Томсон Ларкомб | Агнес Таки Хоуп Крисп           | 6-3, 3-5 отказ |
| Победа    | 1914 | Уимблдонский турнир | Трава    | Этель Томсон Ларкомб | Маргарит Брокди Энтони Уайлдинг | 4-6, 6-4, 6-2  |

## Финалы Международного лаун-теннисного кубка вызова (Кубок Дэвиса)
| Результат | Год  | Место финала             | Команда                                              | Соперник в финале                           | Счёт |
| --------- | ---- | ------------------------ | ---------------------------------------------------- | ------------------------------------------- | ---- |
| Победа    | 1912 | Мельбурн, Австралия      | Великобритания А. Бимиш, Ч. Диксон, Дж. Парк         | Австралазия Н. Брукс, А. Данлоп, Р. Хит     | 3:2  |
| Поражение | 1913 | Уимблдон, Великобритания | Великобритания Ч. Диксон, Дж. Парк, Г. Ропер-Барретт | США М. Маклафлин, Р. Н. Уильямс, Г. Хаккетт | 2:3  |